# Raimond-Roger af Trencavel
Raymond-Roger Trencavel (1185-1209) var medlem af den adelige Trencavel-familie. Han var vicomte af Béziers og Albi (og således greven af Toulouses vasal) og vicomte af Carcassonne (og således greven af Barcelonas vasal).

## Familie
Raymond-Roger var søn af Roger II Trencavel (død 1194) og Azalais de Burlats, der var datter af Raymond V af Toulouse og søster til Raymond VI af Toulouse. Raymond-Roger var gift med Agnes af Montpellier. Hans tante Beatrice var Raymond VIs anden kone.

## Hans styres begyndelse
Raymond-Roger boede i borgen Comtal i den befæstede bjergby Carcassonne. Borgen var blevet bygget af hans forfædre i det 11. århundrede. Raymond-Roger var ikke kathar, selvom mange af hans undersåtter var. Han antog en laissez-faire-holdning til katharismen – og også til andre kulturer og religioner. Han var stærkt afhængig af jøderne i ledelsen af Béziers.

## Det Albigensiske Korstog
I midten af 1209, da det Albigensiske korstog blev indledt, var omkring 10.000 korsfarere samlet i Lyon, og de begyndte at marchere mod syd. I juni lovede Raymond af Toulouse i lyset af den truende katastrofe, at han ville gøre noget ved katharerne, og hans ekskommunikation blev ophævet. Korsfarerne satte retningen mod Montpellier og Raymond-Roger de Trencavels områder og katharsamfundene ved Albi og Carcassonne. Som Raymond VI af Toulouse havde gjort, forsøgte Raymond-Roger at finde en ordning med korsfarerne, men de nægtede at mødes med ham, og han skyndte sig tilbage til Carcassonne for at forberede byens forsvar, Béziers faldt i juli og indbyggerne blev massakreret.
Carcassonne var godt befæstet men sårbar og overbefolket pga. de mange flygtninge. Korfarerne, der blev anført af pavens udsending Arnaud-Amaury, befandt sig uden for byen 1. august 1209. Som vasal af kong Peter II af Aragonien havde Raymond-Roger håbet på beskyttelse, men Peter II var magtesløs over for Pave Innocens IIIs hær og kunne kun optræde som mægler.
Belejringen varede ikke længe – 7. august havde korsfarerne afbrudt byens vandforsyning. Raymond-Roger accepterede frit lejde til at forhandle om betingelserne for en overgivelse i korsfarernes lejr. Ved afslutningen af forhandlingerne blev han taget til fange på trods af det frie lejde og indespærret i sin egen fangekælder, hvor han døde, muligvis af dysenteri, selvom der var mistanke om forgiftning.